# Сан-Жозе-ду-Эрвал
Сан-Жозе-ду-Эрвал (порт. São José do Herval)  —  муниципалитет в Бразилии, входит в штат Риу-Гранди-ду-Сул. Составная часть мезорегиона Северо-запад штата Риу-Гранди-ду-Сул. Входит в экономико-статистический  микрорегион Соледади. Население составляет 2585 человек на 2006 год. Занимает площадь 103,094 км². Плотность населения — 25,1 чел./км².

## История
Город основан 5 сентября 1988 года. 

## Статистика
- Валовой внутренний продукт на 2003 составляет 18.230.599,00 реалов (данные: Бразильский институт географии и статистики).
- Валовой внутренний продукт на душу населения на 2003 составляет 7.121,33 реалов (данные: Бразильский институт географии и статистики).
- Индекс развития человеческого потенциала на 2000 составляет 0,742 (данные: Программа развития ООН).